# Ayer (canção)
"Ayer" (em português: "Passado") é uma canção do cantor espanhol de pop Enrique Iglesias. A canção foi extraída como sétimo single oficial do nono álbum de estúdio e primeiro álbum bilíngue de Enrique, Euphoria, lançado em 2010.
A canção foi lançada em 5 de julho de 2011, no site para download digital de músicas iTunes.

## Faixas
| Download Digital |        |                                  |               |         |  |
| N.º              | Título | Compositor(es)                   | Produtor(es)  | Duração |  |
| 1.               | "Ayer" | Descemer Bueno, Enrique Iglesias | Carlos Paucar | 3:33    |  |

| Remixes oficiais |                                                                |                                  |               |         |  |
| N.º              | Título                                                         | Compositor(es)                   | Produtor(es)  | Duração |  |
| 1.               | "Ayer (Regional Mexican version) (feat. Voz de Mando)"         | Descemer Bueno, Enrique Iglesias | Carlos Paucar | 3:35    |  |
| 2.               | "Ayer (Bachata version) Feat. Mickey e Joell (Grupo 24 Horas)" | Descemer Bueno, Enrique Iglesias | Carlos Paucar | 3:41    |  |

## Desenvolvimento e enredo
"Ayer" foi lançada como sétimo single do álbum, porém foi relacionada como terceiro single totalmente em espanhol, após "Cuando Me Enamoro" e "No Me Digas Que No". A canção trata-se de uma balada romântica, na qual Enrique fala sobre um amor não correspondido.

## Videoclipe

Enrique Iglesias no videoclipe de "Ayer"

### Sinopse
O videoclipe possui um cenário e temática bastante simples, mostrando apenas Enrique sentado em meio a velas e narrando um amor não correspondido. No decorrer do vídeo, a câmera o capta de diferentes ângulos. Em seu ápice, a casa em que Enrique está começa a pegar fogo, terminando o vídeo somente com Enrique sentado em meio a fumaça.

### Recepção da crítica
Meena Rupani do site Deshits, comentou sobre o vídeo: "O vídeo de Ayer é simples e profundo, o que faz nos apaixonarmos com Enrique em primeiro plano", disse a crítica.
O lançamento oficial do vídeo ocorreu no dia 29 de julho de 2011, na conta oficial do cantor no YouTube e no VEVO.

## Desempenho nas paradas musicais
Na semana de 28 de setembro de 2011, "Ayer" estreou no #38 na parada Latin Pop Songs, da Billboard. Ele marca a trigésima entrada de Enrique na parada, desde seu single de estréia "Si Tú Te Vas", em 1995. É também o terceiro single consecutivo a entrar na parada retirado do seu álbum Euphoria, antecedido por "Cuando Me Enamoro" e "No Me Digas Que No", ambos número um. No entanto, a canção está para estrear na parada Latin Top Songs, também da Billboard. Já na Argentina, a canção estreou também na trigésima-oitava posição, na semana de 9 de setembro de 2011, subindo na próxima semana para a posição de #31 e alcançado a posição máxima de #15.

## Gráficos
| Parada (2010/11)                    | Melhor posição |
| ----------------------------------- | -------------- |
| Argentina (Top 40 Argentina)        | 7              |
| Chile (Chilian Charts)              | 10             |
| Cuba (Cuba Top 40)                  | 20             |
| Guatemala (Guatemala Airplay Chart) | 11             |
| US Hot Latin Songs (Billboard)      | 3              |
| US Latin Pop Songs (Billboard)      | 3              |
| US Tropical Songs (Billboard)       | 1              |

## Histórico de lançamento
| Região         | Lançamento         | Formato          |
| -------------- | ------------------ | ---------------- |
| Estados Unidos | 5 de Julho de 2011 | Download digital |